# Делгай (Каліфорнія)
Делгай (англ. Delhi) — переписна місцевість (CDP) в США, в окрузі Мерсед штату Каліфорнія. Населення — 10 656 осіб (2020).

## Географія
Делгай розташований за координатами 37°25′50″ пн. ш. 120°46′33″ зх. д. / 37.43056° пн. ш. 120.77583° зх. д. (37.430599, -120.775899).  За даними Бюро перепису населення США в 2010 році переписна місцевість мала площу 9,09 км², уся площа — суходіл.

## Демографія
Згідно з переписом 2010 року, у переписній місцевості мешкало 10 755 осіб у 2680 домогосподарствах у складі 2361 родини. Густота населення становила 1183 особи/км².  Було 2854 помешкання (314/км²).
Расовий склад населення:
| - 52,6 % — білих - 3,8 % — азіатів - 1,5 % — корінних американців - 1,1 % — чорних або афроамериканців - 0,3 % — вихідців з тихоокеанських островів - 36,5 % — осіб інших рас |

До двох чи більше рас належало 4,3 %. Частка іспаномовних становила 71,7 % від усіх жителів.
За віковим діапазоном населення розподілялося таким чином: 35,3 % — особи молодші 18 років, 58,3 % — особи у віці 18—64 років, 6,4 % — особи у віці 65 років та старші. Медіана віку мешканця становила 27,5 року. На 100 осіб жіночої статі у переписній місцевості припадало 102,3 чоловіків;  на 100 жінок у віці від 18 років та старших — 100,9 чоловіків також старших 18 років.
Середній дохід на одне домашнє господарство  становив 54 845 доларів США (медіана — 49 716), а середній дохід на одну сім'ю — 57 645 доларів (медіана — 51 129). Медіана доходів становила 41 184 долари для чоловіків та 22 275 доларів для жінок. За межею бідності перебувало 17,3 % осіб, у тому числі 26,4 % дітей у віці до 18 років та 7,2 % осіб у віці 65 років та старших.
Цивільне працевлаштоване населення становило 3990 осіб. Основні галузі зайнятості: виробництво — 23,1 %, освіта, охорона здоров'я та соціальна допомога — 15,0 %, сільське господарство, лісництво, риболовля — 13,4 %.